# Smittia itachituberculata
Smittia itachituberculata är en tvåvingeart som beskrevs av Sasa och Kawai 1987. Smittia itachituberculata ingår i släktet Smittia och familjen fjädermyggor. Inga underarter finns listade i Catalogue of Life.